# Contea di Winneshiek
La contea di Winneshiek (in inglese Winneshiek County) è una contea dello Stato dell'Iowa, negli Stati Uniti. La popolazione al censimento del 2000 era di 21 310 abitanti. Il capoluogo di contea è Decorah.